# James Ensor
James Ensor (Oostende, 13 de abril de 1860 — 19 de novembro de 1949) foi um pintor e gravador belga dos séculos XIX e XX.

## Biografia
Era filho de James Frederic Ensor, um engenheiro de origem inglesa e de Maria Catherina Haegheman, de origem local modesta. Estudou em Bruxelas e, nas suas primeiras obras, sofre a influência de Reps. Ensor foi ao longo de toda a sua vida um artista reservado, por vezes, solitário.

## Obra
Ensor ficou particularmente famoso pelos seus desenhos e pinturas de máscaras e multidões que utilizou como crítica social. As suas obras estão espalhadas por museus e colecções particulares de toda a Europa. Data de 1888 a sua obra-prima, Entrada do Cristo em Bruxelas, que anuncia ao mesmo tempo o fauvismo e o expressionismo. Criou, com outros artistas, os grupos Os Vinte e Arte Contemporânea.

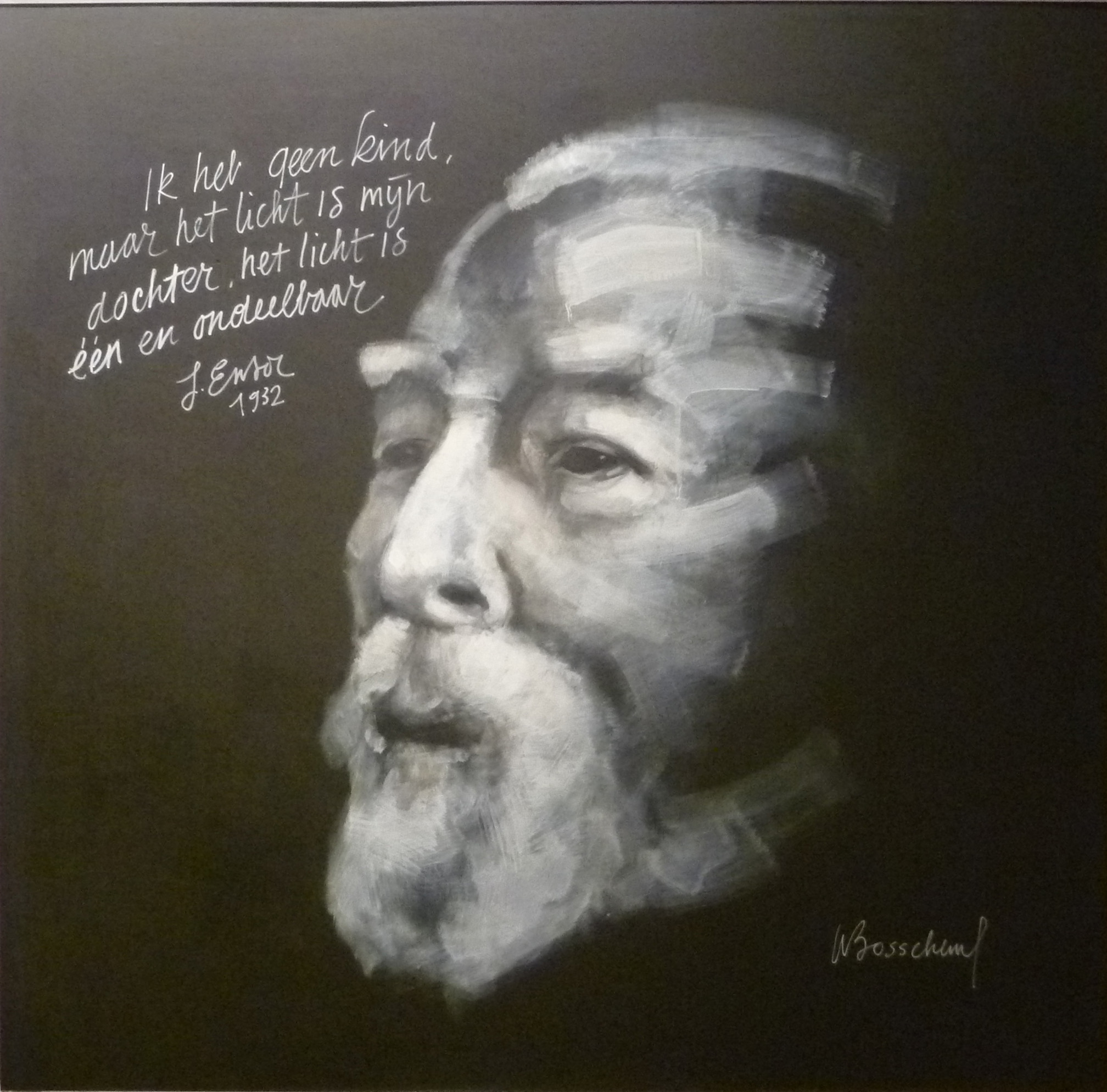
James Ensor (2013) pelo pintor belga Willy Bosschem

Começando impressionista, o estilo de Ensor pouco a pouco adquiriu características peculiares. Artista visionário, algumas das suas obras aproximam-se, pelo espírito, das dos velhos mestres flamengos, como Bosch e Bruegel, a cuja família estética pertence. Tecnicamente, a arte ensoriana revitalizou a pintura belga do século passado, influindo sobre o expressionismo e o surrealismo. Notável gravador, deixou 133 gravuras em metal, muito procuradas por colecionadores. O rei Alberto I da Bélgica fê-lo barão em 1929.
Ensor faleceu em 1949 após três semanas de agonia. Está sepultado em Mariakerk, no cemitério junto da igreja de Notre-Dame-des-Dunes.